# John Turnbull (musicien)
Pour les articles homonymes, voir Turnbull, John Turnbull et John Turnbull (homonymie).
John George Turnbull, né le 27 août 1950 à Newcastle upon Tyne (Royaume-Uni), est un guitariste et chanteur pop et rock anglais, membre des Blockheads (en).

## Biographie
John Turnbull nait à Newcastle upon Tyne, dans le Northumberland (Angleterre), en 1950.
Il joue dans divers groupes, dont Skip Bifferty, The Chosen Few, Arc, Loving Awareness, Glencoe, Nick Lowe, Dave Stewart and the Spiritual Cowboys, Eurythmics, Talk Talk, Londonbeat, Paul Young, Bob Geldof, World Party, Kaos Band et Ian Dury and the Blockheads.
Il joue et chante également sur un certain nombre de bandes originales de films, dont La Loi du milieu (Get Carter, 1971), avec Michael Caine.